# Skok o tyczce

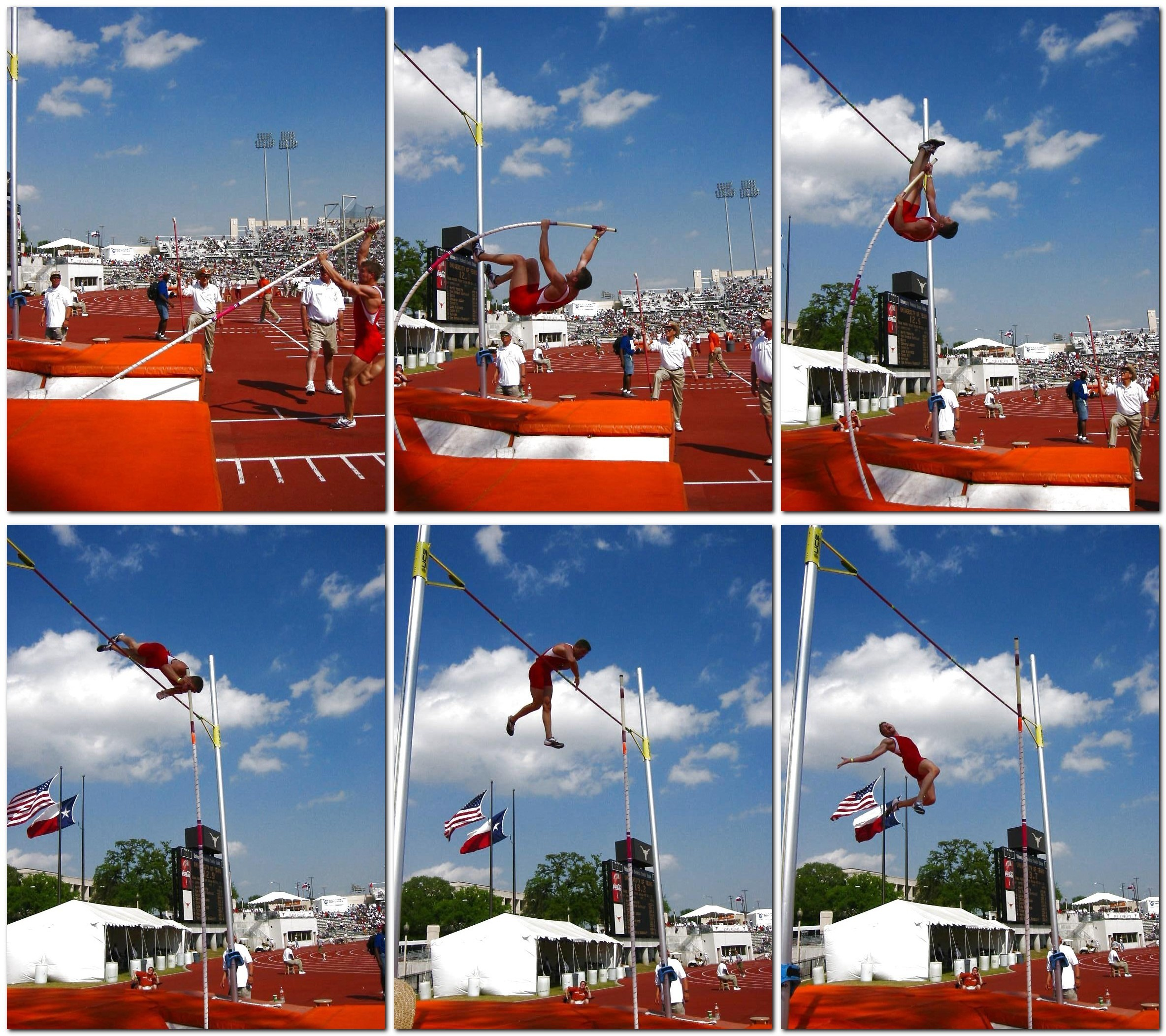
Skok o tyczce – sekwencja 6 zdjęć

Skok o tyczce – konkurencja lekkoatletyczna, w której skok odbywa się na takich zasadach jak w skoku wzwyż, z tą różnicą, że zawodnik do pokonania poprzeczki używa tyczki.
Dawniej tyczkarze używali tyczek sztywnych, wykonanych z drewna, bambusu, aluminiowych rur (do końca lat 60.), dziś skaczą na tyczkach elastycznych wykonanych z wysokiej jakości tworzyw sztucznych. Tyczki te sprzyjają uzyskiwaniu lepszych rezultatów. Dla porównania rekord świata mężczyzn w skoku o tyczce sztywnej wynosi 4,82 m, a o tyczce nowej generacji 6,29 m.

## Historia
- 1850 – rozegranie pierwszych zawodów w skoku o tyczce (wykonanej z jesionu)
- 1889 – wprowadzenie w Ameryce techniki skoku polegającej na wzniesieniu nóg ku górze
- 1900 – użycie po raz pierwszy bambusowych tyczek (używane do 1942 r.)
- 1957
  - użycie przez Boba Gutowskiego aluminiowej, a przez Dona Bragga stalowej tyczki, przy próbach ustanawiania rekordu świata
  - wprowadzenie mat w celu poprawienia bezpieczeństwa
- 1961 – ustanowienie pierwszego rekordu świata przy użyciu tyczki z włókna szklanego
- 1995 – rozpoczęcie przez IAAF notowania kobiecych rekordów w skoku o tyczce

## Sprzęt
- Tyczka

Obecnie tyczka jest rurą o średnicy ok. 4 cm i długości do ok. 5,20 m wykonaną z laminatu włókna szklanego lub węglowego. Właściwościami tyczki są maksymalna masa skoczka wyrażona w funtach oraz tzw. flex, czyli współczynnik ugięcia tyczki pod obciążeniem, zwany twardością.
- Buty tzw. kolce

Budowa zbliżona do kolców do skoku w dal. Wiele firm wytwarza kolce z oznaczeniem LJ/PV – czyli zarówno do skoku w dal jak do tyczki. Wielu skoczków używa kolców do skoku w dal.
- Zeskok

Obecnie stosowane są zeskoki wykonane z twardej pianki poliestrowej. Grubość zeskoku dochodzi do 80 cm, długość wraz z wąsami i szerokość dochodzą do ok. 6 m.
- Skrzynka

Służy do ustalenia pozycji dolnego końca tyczki podczas skoku. Jest metalowym, trapezoidalnym zagłębieniem wyznaczającym punkt zerowy rozbiegu, gdzie dokonywany jest pomiar wysokości.
- Stojaki

Wysokość stojaków umożliwia umieszczenie poprzeczki na wysokości powyżej 6,20 m. Konstrukcja stojaków umożliwia przemieszczanie poprzeczki od 0 do 80 cm w przód (na zeskok) w celu dostosowania pionu do potrzeb skoczka.
- Poprzeczka

Jej budowa jest podobna do budowy poprzeczki do skoku wzwyż – jej długość to ok. 4,50 m

## Rekordziści świata
- wśród mężczyzn:
  - na otwartym stadionie: Armand Duplantis 6,29 m (Budapeszt, 12 sierpnia 2025) – absolutny rekord świata
  - w hali: Armand Duplantis 6,27 m (Clermont-Ferrand, 28 lutego 2025)
- wśród kobiet:
  - na otwartym stadionie: Jelena Isinbajewa 5,06 m (Zurych, 28 sierpnia 2009)
  - w hali: Jennifer Suhr 5,03 m (Brockport, 30 stycznia 2016)

## Chronologia rekordu świata w skoku o tyczce mężczyzn
| Wynik | Zawodnik              | Państwo           | Data                      | Miejsce           |
| ----- | --------------------- | ----------------- | ------------------------- | ----------------- |
| 4,02  | Marc Wright           | Stany Zjednoczone | 8 czerwca 1912(dts)       | Cambridge         |
| 4,09  | Frank Foss            | Stany Zjednoczone | 20 sierpnia 1920(dts)     | Antwerpia         |
| 4,12  | Charles Hoff          | Norwegia          | 3 września 1922(dts)      | Kopenhaga         |
| 4,21  | Charles Hoff          | Norwegia          | 22 lipca 1923(dts)        | Kopenhaga         |
| 4,23  | Charles Hoff          | Norwegia          | 13 sierpnia 1925(dts)     | Oslo              |
| 4,25  | Charles Hoff          | Norwegia          | 27 września 1925(dts)     | Turku             |
| 4,27  | Sabin Carr            | Stany Zjednoczone | 28 maja 1927(dts)         | Filadelfia        |
| 4,30  | Lee Barnes            | Stany Zjednoczone | 28 kwietnia 1928(dts)     | Fresno            |
| 4,37  | Bill Graber           | Stany Zjednoczone | 16 lipca 1932(dts)        | Palo Alto         |
| 4,39  | Keith Brown           | Stany Zjednoczone | 1 czerwca 1935(dts)       | Cambridge         |
| 4,43  | George Varoff         | Stany Zjednoczone | 4 lipca 1936(dts)         | Princeton         |
| 4,54  | Bill Sefton           | Stany Zjednoczone | 29 maja 1937(dts)         | Los Angeles       |
| 4,54  | Earle Meadows         | Stany Zjednoczone | 29 maja 1937(dts)         | Los Angeles       |
| 4,60  | Cornelius Warmerdam   | Stany Zjednoczone | 29 czerwca 1940(dts)      | Fresno            |
| 4,72  | Cornelius Warmerdam   | Stany Zjednoczone | 6 czerwca 1941(dts)       | Compton           |
| 4,77  | Cornelius Warmerdam   | Stany Zjednoczone | 23 maja 1942(dts)         | Modesto           |
| 4,78  | Bob Gutowski          | Stany Zjednoczone | 27 kwietnia 1957(dts)     | Palo Alto         |
| 4,80  | Don Bragg             | Stany Zjednoczone | 2 lipca 1960(dts)         | Palo Alto         |
| 4,83  | George Davies         | Stany Zjednoczone | 20 maja 1961(dts)         | Boulder           |
| 4,89  | John Uelses           | Stany Zjednoczone | 31 marca 1962(dts)        | Santa Barbara     |
| 4,93  | Dave Tork             | Stany Zjednoczone | 28 kwietnia 1962(dts)     | Walnut            |
| 4,94  | Pentti Nikula         | Finlandia         | 22 czerwca 1962(dts)      | Kauhava           |
| 5,00  | Brian Sternberg       | Stany Zjednoczone | 27 kwietnia 1963(dts)     | Filadelfia        |
| 5,08  | Brian Sternberg       | Stany Zjednoczone | 7 czerwca 1963(dts)       | Compton           |
| 5,13  | John Pennel           | Stany Zjednoczone | 5 sierpnia 1963(dts)      | Londyn            |
| 5,20  | John Pennel           | Stany Zjednoczone | 24 sierpnia 1963(dts)     | Coral Gables      |
| 5,23  | Fred Hansen           | Stany Zjednoczone | 13 czerwca 1964(dts)      | San Diego         |
| 5,28  | Fred Hansen           | Stany Zjednoczone | 25 lipca 1964(dts)        | Los Angeles       |
| 5,32  | Bob Seagren           | Stany Zjednoczone | 14 maja 1966(dts)         | Fresno            |
| 5,34  | John Pennel           | Stany Zjednoczone | 23 lipca 1966(dts)        | Los Angeles       |
| 5,36  | Bob Seagren           | Stany Zjednoczone | 10 czerwca 1967(dts)      | San Diego         |
| 5,38  | Paul Wilson           | Stany Zjednoczone | 23 czerwca 1967(dts)      | Bakersfield       |
| 5,41  | Bob Seagren           | Stany Zjednoczone | 12 września 1968(dts)     | Echo Summit       |
| 5,44  | John Pennel           | Stany Zjednoczone | 21 czerwca 1969(dts)      | Sacramento        |
| 5,45  | Wolfgang Nordwig      | NRD               | 17 czerwca 1970(dts)      | Berlin            |
| 5,46  | Wolfgang Nordwig      | NRD               | 3 września 1970(dts)      | Turyn             |
| 5,49  | Christos Papanikolau  | Grecja            | 24 października 1970(dts) | Ateny             |
| 5,51  | Kjell Isaksson        | Szwecja           | 8 kwietnia 1972(dts)      | Austin            |
| 5,54  | Kjell Isaksson        | Szwecja           | 15 kwietnia 1972(dts)     | Los Angeles       |
| 5,55  | Kjell Isaksson        | Szwecja           | 12 czerwca 1972(dts)      | Helsingborg       |
| 5,63  | Bob Seagren           | Stany Zjednoczone | 2 lipca 1972(dts)         | Eugene            |
| 5,65  | David Roberts         | Stany Zjednoczone | 28 marca 1975(dts)        | Gainesville       |
| 5,67  | Earl Bell             | Stany Zjednoczone | 29 maja 1976(dts)         | Wichita           |
| 5,70  | David Roberts         | Stany Zjednoczone | 22 czerwca 1976(dts)      | Eugene            |
| 5,72  | Władysław Kozakiewicz | Polska            | 11 maja 1980(dts)         | Mediolan          |
| 5,75  | Thierry Vigneron      | Francja           | 1 czerwca 1980(dts)       | Colombes          |
| 5,75  | Thierry Vigneron      | Francja           | 29 czerwca 1980(dts)      | Villeneuve-d’Ascq |
| 5,77  | Philippe Houvion      | Francja           | 17 lipca 1980(dts)        | Paryż             |
| 5,78  | Władysław Kozakiewicz | Polska            | 30 lipca 1980(dts)        | Moskwa            |
| 5,80  | Thierry Vigneron      | Francja           | 20 czerwca 1981(dts)      | Mâcon             |
| 5,81  | Władimir Polakow      | ZSRR              | 26 czerwca 1981(dts)      | Tbilisi           |
| 5,82  | Pierre Quinon         | Francja           | 28 sierpnia 1983(dts)     | Kolonia           |
| 5,83  | Thierry Vigneron      | Francja           | 1 września 1983(dts)      | Rzym              |
| 5,85  | Serhij Bubka          | ZSRR              | 26 maja 1984(dts)         | Bratysława        |
| 5,88  | Serhij Bubka          | ZSRR              | 2 czerwca 1984(dts)       | Paryż             |
| 5,90  | Serhij Bubka          | ZSRR              | 13 lipca 1984(dts)        | Londyn            |
| 5,91  | Thierry Vigneron      | Francja           | 31 sierpnia 1984(dts)     | Rzym              |
| 5,94  | Serhij Bubka          | ZSRR              | 31 sierpnia 1984(dts)     | Rzym              |
| 6,00  | Serhij Bubka          | ZSRR              | 13 lipca 1985(dts)        | Paryż             |
| 6,01  | Serhij Bubka          | ZSRR              | 8 lipca 1986(dts)         | Moskwa            |
| 6,03  | Serhij Bubka          | ZSRR              | 23 czerwca 1987(dts)      | Praga             |
| 6,05  | Serhij Bubka          | ZSRR              | 9 czerwca 1988(dts)       | Bratysława        |
| 6,06  | Serhij Bubka          | ZSRR              | 10 lipca 1988(dts)        | Nicea             |
| 6,07  | Serhij Bubka          | ZSRR              | 6 maja 1991(dts)          | Shizuoka          |
| 6,08  | Serhij Bubka          | ZSRR              | 9 czerwca 1991(dts)       | Moskwa            |
| 6,09  | Serhij Bubka          | ZSRR              | 8 lipca 1991(dts)         | Formia            |
| 6,10  | Serhij Bubka          | ZSRR              | 5 sierpnia 1991(dts)      | Malmö             |
| 6,11  | Serhij Bubka          | Ukraina           | 13 czerwca 1992(dts)      | Dijon             |
| 6,12  | Serhij Bubka          | Ukraina           | 30 sierpnia 1992(dts)     | Padwa             |
| 6,13  | Serhij Bubka          | Ukraina           | 19 września 1992(dts)     | Tokio             |
| 6,14  | Serhij Bubka          | Ukraina           | 31 lipca 1994(dts)        | Sestriere         |
| 6,16  | Renaud Lavillenie     | Francja           | 15 lutego 2014(dts)       | Donieck           |
| 6,17  | Armand Duplantis      | Szwecja           | 8 lutego 2020(dts)        | Toruń             |
| 6,18  | Armand Duplantis      | Szwecja           | 15 lutego 2020(dts)       | Glasgow           |
| 6,19  | Armand Duplantis      | Szwecja           | 7 marca 2022(dts)         | Belgrad           |
| 6,20  | Armand Duplantis      | Szwecja           | 20 marca 2022(dts)        | Belgrad           |
| 6,21  | Armand Duplantis      | Szwecja           | 24 lipca 2022(dts)        | Eugene            |
| 6,22  | Armand Duplantis      | Szwecja           | 25 lutego 2023(dts)       | Clermont-Ferrand  |
| 6,23  | Armand Duplantis      | Szwecja           | 17 września 2023(dts)     | Eugene            |
| 6,24  | Armand Duplantis      | Szwecja           | 20 kwietnia 2024(dts)     | Xiamen            |
| 6,25  | Armand Duplantis      | Szwecja           | 5 sierpnia 2024(dts)      | Paryż             |
| 6,26  | Armand Duplantis      | Szwecja           | 25 sierpnia 2024(dts)     | Chorzów           |
| 6,27  | Armand Duplantis      | Szwecja           | 28 lutego 2025(dts)       | Clermont-Ferrand  |
| 6,28  | Armand Duplantis      | Szwecja           | 15 czerwca 2025(dts)      | Sztokholm         |
| 6,29  | Armand Duplantis      | Szwecja           | 12 sierpnia 2025(dts)     | Budapeszt         |

### Najlepsi zawodnicy w historii (stadion, stan na 2 sierpnia 2025 r.)
| Lp. | Wynik  | Zawodnik          | Państwo           | Data                  | Miejsce        |
| --- | ------ | ----------------- | ----------------- | --------------------- | -------------- |
| 1.  | 6,29 m | Armand Duplantis  | Szwecja           | 12 sierpnia 2025(dts) | Budapeszt      |
| 2.  | 6,14 m | Serhij Bubka      | Ukraina           | 31 lipca 1994(dts)    | Sestriere      |
| 3.  | 6,08 m | Emanuil Karalis   | Grecja            | 2 sierpnia 2025(dts)  | Wolos          |
| 4.  | 6,07 m | KC Lightfoot      | Stany Zjednoczone | 2 czerwca 2023(dts)   | Nashville      |
| 5.  | 6,06 m | Sam Kendricks     | Stany Zjednoczone | 27 lipca 2019(dts)    | Des Moines     |
| 6.  | 6,05 m | Maksim Tarasow    | Rosja             | 16 czerwca 1999(dts)  | Ateny          |
|     | 6,05 m | Dmitri Markov     | Australia         | 9 sierpnia 2001(dts)  | Edmonton       |
|     | 6,05 m | Renaud Lavillenie | Francja           | 30 maja 2015(dts)     | Eugene         |
| 9.  | 6,04 m | Brad Walker       | Stany Zjednoczone | 8 czerwca 2008(dts)   | Eugene         |
| 10. | 6,03 m | Okkert Brits      | Południowa Afryka | 18 sierpnia 1995(dts) | Kolonia        |
|     | 6,03 m | Jeff Hartwig      | Stany Zjednoczone | 14 czerwca 2000(dts)  | Jonesboro      |
|     | 6,03 m | Thiago Braz       | Brazylia          | 15 sierpnia 2016(dts) | Rio de Janeiro |

zobacz więcej na stronach World Athletics

### Najlepsi zawodnicy w historii (hala, stan na 22 marca 2025)
| lp. | wynik  | zawodnik           | państwo           | data                  | miejsce          |
| --- | ------ | ------------------ | ----------------- | --------------------- | ---------------- |
| 1.  | 6,27 m | Armand Duplantis   | Szwecja           | 28 lutego 2025(dts)   | Clermont-Ferrand |
| 2.  | 6,16 m | Renaud Lavillenie  | Francja           | 15 lutego 2014(dts)   | Donieck          |
| 3.  | 6,15 m | Serhij Bubka       | Ukraina           | 21 marca 1992(dts)    | Donieck          |
| 4.  | 6,06 m | Steve Hooker       | Australia         | 7 lutego 2009(dts)    | Boston           |
| 5.  | 6,05 m | Christopher Nilsen | Stany Zjednoczone | 5 marca 2022(dts)     | Rouen            |
|     | 6,05 m | Emanuil Karalis    | Grecja            | 22 marca 2025(dts)    | Nankin           |
| 7.  | 6,02 m | Rodion Gataullin   | ZSRR              | 4 lutego 1989(dts)    | Homel            |
|     | 6,02 m | Jeff Hartwig       | Stany Zjednoczone | 10 marca 2002(dts)    | Sindelfingen     |
| 9.  | 6,01 m | Sam Kendricks      | Stany Zjednoczone | 8 lutego 2020(dts)    | Rouen            |
| 10. | 6,00 m | Maksim Tarasow     | Rosja             | 5 lutego 1999(dts)    | Budapeszt        |
|     | 6,00 m | Jean Galfione      | Francja           | 6 marca 1999(dts)     | Maebashi         |
|     | 6,00 m | Danny Ecker        | Niemcy            | 11 lutego 2001(dts)   | Dortmund         |
|     | 6,00 m | Shawnacy Barber    | Kanada            | 15 stycznia 2016(dts) | Reno             |
|     | 6,00 m | Piotr Lisek        | Polska            | 4 lutego 2017(dts)    | Poczdam          |
|     | 6,00 m | KC Lightfoot       | Stany Zjednoczone | 13 lutego 2021(dts)   | Lubbock          |
|     | 6,00 m | Sondre Guttormsen  | Norwegia          | 10 marca 2023(dts)    | Albuquerque      |

zobacz więcej na stronach World Athletics

## Tabele historyczne

### Najlepsze zawodniczki w historii (hala, stan na 28 lutego 2025 r.)
| lp. | Wynik     | Zawodniczka          | Państwo                                    | Data             | Miejsce          |
| --- | --------- | -------------------- | ------------------------------------------ | ---------------- | ---------------- |
| 1.  | 5,03 m WR | Jennifer Suhr        | Stany Zjednoczone                          | 30 stycznia 2016 | Brockport        |
| 2.  | 5,01 m AR | Jelena Isinbajewa    | Rosja                                      | 23 lutego 2012   | Sztokholm        |
| 3.  | 4,95 m    | Sandi Morris         | Stany Zjednoczone                          | 12 marca 2016    | Portland         |
| 3.  | 4,95 m    | Anżelika Sidorowa    | Rosja / Autoryzowani lekkoatleci neutralni | 29 lutego 2020   | Moskwa           |
| 5.  | 4,94 m    | Katie Nageotte       | Stany Zjednoczone                          | 11 czerwca 2021  | Marietta         |
| 6.  | 4,91 m AR | Nina Kennedy         | Australia                                  | 30 sierpnia 2023 | Zurych           |
| 6.  | 4,91 m    | Amanda Moll          | Stany Zjednoczone                          | 28 lutego 2025   | Indianapolis     |
| 8.  | 4,90 m    | Demi Payne           | Stany Zjednoczone                          | 20 lutego 2016   | Nowy Jork        |
| 8.  | 4,90 m NR | Katerina Stefanidi   | Grecja                                     | 20 lutego 2016   | Nowy Jork        |
| 10. | 4,87 m NR | Holly Bleasdale      | Wielka Brytania                            | 21 stycznia 2012 | Villeurbanne     |
| 11. | 4,86 m    | Molly Caudery        | Wielka Brytania                            | 24 lutego 2024   | Rouen            |
| 12. | 4,85 m    | Swietłana Fieofanowa | Rosja                                      | 22 lutego 2004   | Peania           |
| 12. | 4,85 m NR | Anna Rogowska        | Polska                                     | 6 marca 2011     | Paryż            |
| 14. | 4,84 m NR | Eliza McCartney      | Nowa Zelandia                              | 10 lutego 2024   | Liévin           |
| 15. | 4,83 m AR | Fabiana Murer        | Brazylia                                   | 7 lutego 2015    | Nevers           |
| 15. | 4,83 m NR | Alysha Newman        | Kanada                                     | 22 lutego 2024   | Clermont-Ferrand |
| 15. | 4,83 m    | Bridget Williams     | Stany Zjednoczone                          | 22 lutego 2024   | Clermont-Ferrand |
| 18. | 4,82 m NR | Yarisley Silva       | Kuba                                       | 24 kwietnia 2013 | Des Moines       |
| 18. | 4,82 m NR | Tina Šutej           | Słowenia                                   | 2 lutego 2023    | Ostrava          |
| 20. | 4,81 m    | Stacy Dragila        | Stany Zjednoczone                          | 6 marca 2004     | Budapeszt        |
| 20. | 4,81 m    | Nikoleta Kiriakopulu | Grecja                                     | 17 lutego 2016   | Sztokholm        |
| 20. | 4,81 m NR | Angelica Bengtsson   | Szwecja                                    | 24 lutego 2019   | Clermont-Ferrand |
| 20. | 4,81 m    | Polina Knoroz        | Rosja / Autoryzowani lekkoatleci neutralni | 19 lutego 2022   | Clermont-Ferrand |
| 20. | 4,81 m NR | Wilma Murto          | Finlandia                                  | 6 stycznia 2024  | Kuortane         |

- zobacz więcej na stronach World Athletics (ang.) [dostęp 12 lipca 2024].
- zobacz więcej na stronach alltime-athletics.com (ang.) [dostęp 28 marca 2012].

### Najlepsze zawodniczki w historii (stadion, stan na 12 lipca 2024 r.)
| lp. | Wynik     | Zawodniczka                | Państwo                                    | Data             | Miejsce               |
| --- | --------- | -------------------------- | ------------------------------------------ | ---------------- | --------------------- |
| 1.  | 5,06 m WR | Jelena Isinbajewa          | Rosja                                      | 28 sierpnia 2009 | Zurych                |
| 2.  | 5,01 m    | Anżelika Sidorowa          | Rosja / Autoryzowani lekkoatleci neutralni | 9 września 2021  | Zurych                |
| 3.  | 5,00 m AR | Sandi Morris               | Stany Zjednoczone                          | 9 września 2016  | Bruksela              |
| 4.  | 4,95 m    | Katie Nageotte             | Stany Zjednoczone                          | 26 czerwca 2021  | Eugene                |
| 5.  | 4,94 m AR | Eliza McCartney            | Nowa Zelandia                              | 17 lipca 2018    | Jockgrim              |
| 6.  | 4,93 m    | Jennifer Suhr (Stuczynski) | Stany Zjednoczone                          | 14 kwietnia 2018 | Austin                |
| 7.  | 4,92 m NR | Molly Caudery              | Wielka Brytania                            | 22 czerwca 2024  | Tuluza                |
| 8.  | 4,91 m NR | Yarisley Silva             | Kuba                                       | 2 sierpnia 2015  | Beckum                |
| 8.  | 4,91 m NR | Katerina Stefanidi         | Grecja                                     | 6 czerwca 2017   | Londyn                |
| 10. | 4,90 m    | Holly Bradshaw             | Wielka Brytania                            | 26 czerwca 2021  | Manchester            |
| 10. | 4,90 m NR | Nina Kennedy               | Australia                                  | 23 sierpnia 2023 | Budapeszt             |
| 12. | 4,88 m    | Swietłana Fieofanowa       | Rosja                                      | 4 lipca 2004     | Iraklion              |
| 12. | 4,88 m NR | Angelica Moser             | Szwajcaria                                 | 12 lipca 2024    | Monako                |
| 14. | 4,87 m AR | Fabiana Murer              | Brazylia                                   | 3 lipca 2016     | São Bernardo do Campo |
| 15. | 4,85 m NR | Wilma Murto                | Finlandia                                  | 17 sierpnia 2022 | Monachium             |
| 16. | 4,83 m    | Stacy Dragila              | Stany Zjednoczone                          | 8 czerwca 2004   | Ostrawa               |
| 16. | 4,83 m NR | Anna Rogowska              | Polska                                     | 26 sierpnia 2005 | Bruksela              |
| 16. | 4,83 m    | Nikoleta Kiriakopulu       | Grecja                                     | 4 lipca 2015     | Paryż                 |
| 16. | 4,83 m NR | Michaela Meijer            | Szwecja                                    | 1 sierpnia 2020  | Norrköping            |
| 20. | 4,82 m    | Monika Pyrek               | Polska                                     | 22 września 2007 | Stuttgart             |
| 20. | 4,82 m NR | Silke Spiegelburg          | Niemcy                                     | 20 lipca 2012    | Monako                |
| 20. | 4,82 m NR | Alysha Newman              | Kanada                                     | 24 sierpnia 2019 | Paryż                 |

- zobacz więcej na stronach World Athletics (ang.) [dostęp 12 lipca 2024].
- zobacz więcej na stronach alltime-athletics.com (ang.) [dostęp 28 marca 2012].

## Rekordziści Polski
- wśród mężczyzn
  - na otwartym stadionie: Piotr Lisek 6,02 m (Monako, 12 lipca 2019)
  - w hali: Piotr Lisek 6,00 m (Poczdam, 4 lutego 2017)
- wśród kobiet
  - na otwartym stadionie: Anna Rogowska 4,83 m (Bruksela, 26 sierpnia 2005)
  - w hali: Anna Rogowska 4,85 m (Paryż, 6 marca 2011) – absolutny rekord Polski

### Chronologia rekordu Polski w skoku o tyczce mężczyzn
| Wynik     | Zawodnik               | Data     | Miejsce       |
| --------- | ---------------------- | -------- | ------------- |
| 3,21      | Kazimierz Cybulski     | 13.10.12 | Lwów          |
| 3,215     | Stefan Adamczak        | 06.08.22 | Praha         |
| 3,23      | Stefan Adamczak        | 10.06.23 | Poznań        |
| 3,27      | Stefan Adamczak        | 21.09.23 | Warszawa      |
| 3,32      | Stefan Adamczak        | 18.05.24 | Poznań        |
| 3,41      | Stefan Adamczak        | 29.05.24 | Poznań        |
| 3,435     | Stefan Adamczak        | 15.08.25 | Kraków        |
| 3,54      | Antoni Rzepka          | 16.08.25 | Kraków        |
| 3,60      | Stefan Adamczak        | 24.10.25 | Poznań        |
| 3,61      | Stefan Adamczak        | 31.07.27 | Zagrzeb       |
| 3,64      | Stefan Adamczak        | 06.07.29 | Poznań        |
| 3,68      | Stefan Adamczak        | 15.06.30 | Warszawa      |
| 3,705     | Stefan Adamczak        | 14.09.30 | Brno          |
| 3,71      | Bronisław Frost        | 19.06.32 | Bydgoszcz     |
| 3,74      | Juliusz Kluk           | 28.08.32 | Lwów          |
| 3,975     | Wilhelm Schneider      | 18.07.35 | Katowice      |
| 4,10      | Wilhelm Schneider      | 11.08.35 | Amsterdam     |
| 4,14      | Wilhelm Schneider      | 13.10.35 | Budapeszt     |
| 4,21      | Edward Adamczyk        | 13.08.53 | Wrocław       |
| 4,33      | Edward Adamczyk        | 13.06.54 | Wrocław       |
| 4,36      | Edward Adamczyk        | 02.07.55 | Berlin        |
| 4,43      | Edward Adamczyk        | 25.09.55 | Poznań        |
| 4,46      | Zenon Ważny            | 22.09.56 | Warszawa      |
| 4,47      | Zenon Ważny            | 27.09.56 | Kopenhaga     |
| 4,53      | Zenon Ważny            | 02.08.56 | Warszawa      |
| 4,56      | Janusz Gronowski       | 10.06.62 | Warszawa      |
| 4,65      | Janusz Gronowski       | 26.05.63 | Warszawa      |
| 4,69      | Włodzimierz Sokołowski | 02.06.63 | Warszawa      |
| 4,69      | Janusz Gronowski       | 02.06.63 | Warszawa      |
| 4,70      | Włodzimierz Sokołowski | 26.07.63 | Warszawa      |
| 4,70      | Włodzimierz Sokołowski | 04.06.64 | Saint Maur    |
| 4,70      | Leszek Butscher        | 13.06.64 | Warszawa      |
| 4,70      | Włodzimierz Sokołowski | 13.06.64 | Warszawa      |
| 4,74      | Włodzimierz Osiński    | 20.06.64 | Kalisz        |
| 4,84      | Włodzimierz Sokołowski | 21.06.64 | Warszawa      |
| 4,87      | Włodzimierz Osiński    | 02.07.64 | Łódź          |
| 5,02      | Włodzimierz Sokołowski | 12.07.64 | Spała         |
| 5,05      | Włodzimierz Sokołowski | 01.07.67 | Chorzów       |
| 5,07      | Leszek Butscher        | 15.06.68 | Warszawa      |
| 5,10      | Zygmunt Dobrosz        | 17.05.70 | Zabrze        |
| 5,12      | Zygmunt Dobrosz        | 06.06.70 | Wrocław       |
| 5,15      | Wojciech Buciarski     | 03.09.70 | Warszawa      |
| 5.21      | Wojciech Buciarski     | 25.07.71 | Warszawa      |
| 5,25      | Wojciech Buciarski     | 17.06.72 | Edynburg      |
| 5,25      | Tadeusz Olszewski      | 15.07.72 | Olsztyn       |
| 5,29      | Tadeusz Ślusarski      | 06.08.72 | Bydgoszcz     |
| 5,30      | Tadeusz Ślusarski      | 18.08.72 | Warszawa      |
| 5,33      | Paweł Iwiński          | 02.06.73 | Warszawa      |
| 5,35      | Władysław Kozakiewicz  | 12.07.73 | Gdańsk        |
| 5,42      | Tadeusz Ślusarski      | 20.06.74 | Warszawa      |
| 5,45      | Wojciech Buciarski     | 28.05.75 | Warszawa      |
| 5,50      | Wojciech Buciarski     | 05.06.75 | Paryż         |
| 5,60 (RE) | Władysław Kozakiewicz  | 20.06.75 | Warszawa      |
| 5,62 (RE) | Władysław Kozakiewicz  | 29.05.76 | Bydgoszcz     |
| 5,62 (RE) | Tadeusz Ślusarski      | 29.05.76 | Bydgoszcz     |
| 5,64 (RE) | Władysław Kozakiewicz  | 12.06.77 | Warszawa      |
| 5,66 (RE) | Władysław Kozakiewicz  | 17.07.77 | Warszawa      |
| 5,72 (RŚ) | Władysław Kozakiewicz  | 11.05.80 | Mediolan      |
| 5,75      | Władysław Kozakiewicz  | 30.07.80 | Moskwa        |
| 5,78 (RŚ) | Władysław Kozakiewicz  | 30.07.80 | Moskwa        |
| 5,80      | Marian Kolasa          | 01.09.85 | Kamp-Lintfort |
| 5,80      | Marian Kolasa          | 05.09.87 | Rzym          |
| 5,80      | Mirosław Chmara        | 27.06.88 | Lille         |
| 5,90      | Mirosław Chmara        | 27.06.88 | Lille         |
| 5,91      | Paweł Wojciechowski    | 15.08.11 | Szczecin      |
| 5,92      | Piotr Lisek            | 25.01.17 | Cottbus       |
| 6,00i     | Piotr Lisek            | 04.02.17 | Poczdam       |
| 6,01      | Piotr Lisek            | 05.07.19 | Lozanna       |
| 6,02      | Piotr Lisek            | 12.07.19 | Monako        |

### Chronologia (niepełna) rekordu Polski w skoku o tyczce kobiet na stadionie
| Wynik     | Zawodniczka   | Data       | Miejsce     |
| --------- | ------------- | ---------- | ----------- |
| 3,70      | Anna Wielgus  | 18.05.1997 | Białystok   |
| 3,71      | Anna Wielgus  | 04.06.1997 | Sopot       |
| 3,80      | Anna Wielgus  | 04.06.1997 | Sopot       |
| 3,80      | Anna Wielgus  | 10.06.1997 | Praga       |
| 3,80      | Monika Pyrek  | 25.07.1997 | Lublana     |
| 3,80      | Monika Pyrek  | 27.07.1997 | Lublana     |
| 3,83      | Monika Pyrek  | 17.09.1997 | Salgotarjan |
| 3,84      | Anna Wielgus  | 21.09.1997 | Bydgoszcz   |
| 3,85      | Monika Pyrek  | 16.05.1998 | Sopot       |
| 3,86      | Anna Wielgus  | 30.05.1998 | Bydgoszcz   |
| 3,86      | Monika Pyrek  | 30.05.1998 | Bydgoszcz   |
| 3,90      | Monika Pyrek  | 06.06.1998 | Malmö       |
| 3,95      | Monika Pyrek  | 06.06.1998 | Malmö       |
| 4,00      | Monika Pyrek  | 13.06.1998 | Sopot       |
| 4,00      | Monika Pyrek  | 26.06.1998 | Wrocław     |
| 4,00      | Anna Wielgus  | 26.06.1998 | Wrocław     |
| 4,00      | Monika Pyrek  | 28.07.1998 | Annecy      |
| 4,00      | Monika Pyrek  | 29.07.1998 | Annecy      |
| 4,00      | Anna Wielgus  | 29.07.1998 | Annecy      |
| 4,05      | Monika Pyrek  | 29.07.1998 | Annecy      |
| 4,10      | Monika Pyrek  | 29.07.1998 | Annecy      |
| 4,10      | Monika Pyrek  | 16.08.1998 | Budapeszt   |
| 4,10      | Monika Pyrek  | 18.08.1998 | Budapeszt   |
| 4,15      | Monika Pyrek  | 18.08.1998 | Budapeszt   |
| 4,15      | Monika Pyrek  | 21.08.1998 | Budapeszt   |
| 4,16      | Monika Pyrek  | 29.05.1999 | Sopot       |
| 4,25      | Monika Pyrek  | 05.06.2000 | Praga       |
| 4,26      | Monika Pyrek  | 10.06.2000 | Bydgoszcz   |
| 4,30      | Monika Pyrek  | 18.06.2000 | Ingolstadt  |
| 4,31      | Monika Pyrek  | 01.07.2000 | Sopot       |
| 4,32      | Monika Pyrek  | 22.07.2000 | Gdańsk      |
| 4,35      | Monika Pyrek  | 22.07.2000 | Gdańsk      |
| 4,35      | Monika Pyrek  | 25.09.2000 | Sydney      |
| 4,40      | Monika Pyrek  | 25.09.2000 | Sydney      |
| 4,40      | Monika Pyrek  | 27.05.2001 | Ingolstadt  |
| 4,45      | Monika Pyrek  | 27.05.2001 | Ingolstadt  |
| 4,46      | Monika Pyrek  | 15.06.2001 | Bydgoszcz   |
| 4,50      | Monika Pyrek  | 23.06.2001 | Vaasa       |
| 4,55      | Monika Pyrek  | 01.07.2001 | Bydgoszcz   |
| 4,61 (RE) | Monika Pyrek  | 01.07.2001 | Bydgoszcz   |
| 4,62      | Monika Pyrek  | 23.08.2002 | Londyn      |
| 4,65      | Monika Pyrek  | 21.02.2004 | Spała       |
| 4,65      | Anna Rogowska | 04.07.2004 | Iraklio     |
| 4,66      | Anna Rogowska | 19.07.2004 | Saloniki    |
| 4,71      | Anna Rogowska | 19.07.2004 | Saloniki    |
| 4,72      | Monika Pyrek  | 03.09.2004 | Bruksela    |
| 4,73      | Anna Rogowska | 26.01.2005 | Bydgoszcz   |
| 4,75      | Anna Rogowska | 12.02.2005 | Donieck     |
| 4,76      | Anna Rogowska | 28.05.2005 | Gdańsk      |
| 4,77      | Anna Rogowska | 02.06.2005 | Sopot       |
| 4,80      | Anna Rogowska | 22.07.2005 | Londyn      |
| 4,82      | Anna Rogowska | 21.08.2005 | Beckum      |
| 4,83      | Anna Rogowska | 26.08.2005 | Bruksela    |

## Medaliści olimpijscy w skoku o tyczce

### Mężczyźni
| Rok                       | Złoto                                  | Srebro                                           | Brąz                                                             |
| ------------------------- | -------------------------------------- | ------------------------------------------------ | ---------------------------------------------------------------- |
| Igrzyska Olimpijskie 1896 | Welles Hoyt (USA)                      | Albert Tyler (USA)                               | Ewangelos Damaskos (GRE) Ioannis Theodoropoulos (GRE)            |
| Igrzyska Olimpijskie 1900 | Irving Baxter (USA)                    | Meredith Colket (USA)                            | Carl Albert Andersen (NOR)                                       |
| Igrzyska Olimpijskie 1904 | Charles Dvorak (USA)                   | LeRoy Samse (USA)                                | Louis Wilkins (USA)                                              |
| Igrzyska Olimpijskie 1908 | Edward Cook (USA) Alfred Gilbert (USA) | –                                                | Edward Archibald (CAN) Clare Jacobs (USA) Bruno Söderström (SWE) |
| Igrzyska Olimpijskie 1912 | Harry Babcock (USA)                    | Frank Nelson (USA) Marc Wright (USA)             | –                                                                |
| Igrzyska Olimpijskie 1920 | Frank Foss (USA)                       | Henry Petersen (DEN)                             | Edwin Myers (USA)                                                |
| Igrzyska Olimpijskie 1924 | Lee Barnes (USA)                       | Glenn Graham (USA)                               | James Brooker (USA)                                              |
| Igrzyska Olimpijskie 1928 | Sabin Carr (USA)                       | William Droegemuller (USA)                       | Charles McGinnis (USA)                                           |
| Igrzyska Olimpijskie 1932 | William Miller (USA)                   | Shūhei Nishida (JPN)                             | George Jefferson (USA)                                           |
| Igrzyska Olimpijskie 1936 | Earle Meadows (USA)                    | Shūhei Nishida (JPN)                             | Sueo Ōe (JPN)                                                    |
| Igrzyska Olimpijskie 1948 | Guinn Smith (USA)                      | Erkki Kataja (FIN)                               | Bob Richards (USA)                                               |
| Igrzyska Olimpijskie 1952 | Bob Richards (USA)                     | Donald Laz (USA)                                 | Ragnar Lundberg (SWE)                                            |
| Igrzyska Olimpijskie 1956 | Bob Richards (USA)                     | Bob Gutowski (USA)                               | Jeorjos Rumbanis (GRE)                                           |
| Igrzyska Olimpijskie 1960 | Don Bragg (USA)                        | Ronald Morris (USA)                              | Eeles Landström (FIN)                                            |
| Igrzyska Olimpijskie 1964 | Fred Hansen (USA)                      | Wolfgang Reinhardt (RFN)                         | Klaus Lehnertz (RFN)                                             |
| Igrzyska Olimpijskie 1968 | Bob Seagren (USA)                      | Claus Schiprowski (RFN)                          | Wolfgang Nordwig (NRD)                                           |
| Igrzyska Olimpijskie 1972 | Wolfgang Nordwig (NRD)                 | Bob Seagren (USA)                                | Jan Johnson (USA)                                                |
| Igrzyska Olimpijskie 1976 | Tadeusz Ślusarski (POL)                | Antti Kalliomäki (FIN)                           | Dave Roberts (USA)                                               |
| Igrzyska Olimpijskie 1980 | Władysław Kozakiewicz (POL)            | Tadeusz Ślusarski (POL) Konstantin Wołkow (ZSRR) | –                                                                |
| Igrzyska Olimpijskie 1984 | Pierre Quinon (FRA)                    | Mike Tully (USA)                                 | Earl Bell (USA) Thierry Vigneron (FRA)                           |
| Igrzyska Olimpijskie 1988 | Serhij Bubka (ZSRR)                    | Rodion Gataullin (ZSRR)                          | Grigorij Jegorow (ZSRR)                                          |
| Igrzyska Olimpijskie 1992 | Maksim Tarasow (WNP)                   | Igor Trandenkow (WNP)                            | Javier García (ESP)                                              |
| Igrzyska Olimpijskie 1996 | Jean Galfione (FRA)                    | Igor Trandienkow (RUS)                           | Andrej Tiwontschik (RFN)                                         |
| Igrzyska Olimpijskie 2000 | Nick Hysong (USA)                      | Lawrence Johnson (USA)                           | Maksim Tarasow (RUS)                                             |
| Igrzyska Olimpijskie 2004 | Timothy Mack (USA)                     | Toby Stevenson (USA)                             | Giuseppe Gibilisco (ITA)                                         |
| Igrzyska Olimpijskie 2008 | Steve Hooker (AUS)                     | Jewgienij Łukjanienko (RUS)                      | Denys Jurczenko (UKR)                                            |
| Igrzyska Olimpijskie 2012 | Renaud Lavillenie (FRA)                | Björn Otto (GER)                                 | Raphael Holzdeppe (GER)                                          |
| Igrzyska Olimpijskie 2016 | Thiago Braz (BRA)                      | Renaud Lavillenie (FRA)                          | Sam Kendricks (USA)                                              |
| Igrzyska Olimpijskie 2020 | Armand Duplantis (SWE)                 | Christopher Nilsen (USA)                         | Thiago Braz (BRA)                                                |
| Igrzyska Olimpijskie 2024 | Armand Duplantis (SWE)                 | Sam Kendricks (USA)                              | Emanuil Karalis (GRE)                                            |

### Kobiety
| Rok                       | Złoto                            | Srebro                           | Brąz                       |
| ------------------------- | -------------------------------- | -------------------------------- | -------------------------- |
| Igrzyska Olimpijskie 2000 | Stacy Dragila (USA)              | Tatiana Grigorieva (AUS)         | Vala Flosadóttir (ISL)     |
| Igrzyska Olimpijskie 2004 | Jelena Isinbajewa (RUS)          | Swietłana Fieofanowa (RUS)       | Anna Rogowska (POL)        |
| Igrzyska Olimpijskie 2008 | Jelena Isinbajewa (RUS)          | Jennifer Suhr (Stuczynski) (USA) | Swietłana Fieofanowa (RUS) |
| Igrzyska Olimpijskie 2012 | Jennifer Suhr (Stuczynski) (USA) | Yarisley Silva (KUB)             | Jelena Isinbajewa (RUS)    |
| Igrzyska Olimpijskie 2016 | Katerina Stefanidi (GRE)         | Sandi Morris (USA)               | Eliza McCartney (NZL)      |
| Igrzyska Olimpijskie 2020 | Katie Nageotte (USA)             | Anżelika Sidorowa (ROC)          | Holly Bradshaw (GBR)       |
| Igrzyska Olimpijskie 2024 | Nina Kennedy (USA)               | Katie Moon (USA)                 | Alysha Newman (CAN)        |

## Medaliści mistrzostw świata w lekkoatletyce w skoku o tyczce

### Mężczyźni
| Rok                     | Złoto                     | Srebro                   | Brąz                                                                |
| ----------------------- | ------------------------- | ------------------------ | ------------------------------------------------------------------- |
| Mistrzostwa Świata 1983 | Serhij Bubka (ZSRR)       | Konstantin Wołkow (ZSRR) | Atanas Tyrew (BUL)                                                  |
| Mistrzostwa Świata 1987 | Serhij Bubka (ZSRR)       | Thierry Vigneron (FRA)   | Rodion Gataullin (ZSRR)                                             |
| Mistrzostwa Świata 1991 | Serhij Bubka (ZSRR)       | István Bagyula (HUN)     | Maksim Tarasow (ZSRR)                                               |
| Mistrzostwa Świata 1993 | Serhij Bubka (UKR)        | Grigorij Jegorow (KAZ)   | Maksim Tarasow (RUS)                                                |
| Mistrzostwa Świata 1995 | Serhij Bubka (UKR)        | Maksim Tarasow (RUS)     | Jean Galfione (FRA)                                                 |
| Mistrzostwa Świata 1997 | Serhij Bubka (UKR)        | Maksim Tarasow (RUS)     | Dean Starkey (USA)                                                  |
| Mistrzostwa Świata 1999 | Maksim Tarasow (RUS)      | Dmitri Markov (AUS)      | Aleksandr Awerbuch (ISR)                                            |
| Mistrzostwa Świata 2001 | Dimitri Markow (AUS)      | Aleksandr Awerbuch (ISR) | Nick Hysong (USA)                                                   |
| Mistrzostwa Świata 2003 | Giuseppe Gibilisco (ITA)  | Okkert Brits (RSA)       | Patrik Kristiansson (SWE)                                           |
| Mistrzostwa Świata 2005 | Rens Blom (NED)           | Brad Walker (USA)        | Paweł Gierasimow (RUS)                                              |
| Mistrzostwa Świata 2007 | Brad Walker (USA)         | Romain Mesnil (FRA)      | Danny Ecker (DEU)                                                   |
| Mistrzostwa Świata 2009 | Steve Hooker (AUS)        | Romain Mesnil (FRA)      | Renaud Lavillenie (FRA)                                             |
| Mistrzostwa Świata 2011 | Paweł Wojciechowski (POL) | Lázaro Borges (KUB)      | Renaud Lavillenie (FRA)                                             |
| Mistrzostwa Świata 2013 | Raphael Holzdeppe (GER)   | Renaud Lavillenie (FRA)  | Björn Otto (GER)                                                    |
| Mistrzostwa Świata 2015 | Shawnacy Barber (KAN)     | Raphael Holzdeppe (GER)  | Renaud Lavillenie (FRA) Piotr Lisek (POL) Paweł Wojciechowski (POL) |
| Mistrzostwa Świata 2017 | Sam Kendricks (USA)       | Piotr Lisek (POL)        | Renaud Lavillenie (FRA)                                             |
| Mistrzostwa Świata 2019 | Sam Kendricks (USA)       | Armand Duplantis (SWE)   | Piotr Lisek (POL)                                                   |
| Mistrzostwa Świata 2022 | Armand Duplantis (SWE)    | Christopher Nilsen (USA) | Ernest John Obiena (PHL)                                            |
| Mistrzostwa Świata 2023 | Armand Duplantis (SWE)    | Ernest John Obiena (PHL) | Kurtis Marschall (AUS) Christopher Nilsen (USA)                     |

### Kobiety
| Rok                     | Złoto                               | Srebro                                   | Brąz                                        |
| ----------------------- | ----------------------------------- | ---------------------------------------- | ------------------------------------------- |
| Mistrzostwa Świata 1999 | Stacy Dragila (USA)                 | Anżeła Bałachonowa (UKR)                 | Tatiana Grigorieva (AUS)                    |
| Mistrzostwa Świata 2001 | Stacy Dragila (USA)                 | Swietłana Fieofanowa (RUS)               | Monika Pyrek (POL)                          |
| Mistrzostwa Świata 2003 | Swietłana Fieofanowa (RUS)          | Annika Becker (GER)                      | Jelena Isinbajewa (RUS)                     |
| Mistrzostwa Świata 2005 | Jelena Isinbajewa (RUS)             | Monika Pyrek (POL)                       | Pavla Hamáčková (CZE)                       |
| Mistrzostwa Świata 2007 | Jelena Isinbajewa (RUS)             | Kateřina Baďurová (CZE)                  | Swietłana Fieofanowa (RUS)                  |
| Mistrzostwa Świata 2009 | Anna Rogowska (POL)                 | Monika Pyrek (POL) Chelsea Johnson (USA) |                                             |
| Mistrzostwa Świata 2011 | Fabiana Murer (BRA)                 | Martina Strutz (GER)                     | Swietłana Fieofanowa (RUS)                  |
| Mistrzostwa Świata 2013 | Jelena Isinbajewa (RUS)             | Jennifer Suhr (USA)                      | Yarisley Silva (KUB)                        |
| Mistrzostwa Świata 2015 | Yarisley Silva (KUB)                | Fabiana Murer (BRA)                      | Nikoleta Kiriakopulu (GRE)                  |
| Mistrzostwa Świata 2017 | Katerina Stefanidi (GRE)            | Sandi Morris (USA)                       | Robeilys Peinado (WEN) Yarisley Silva (KUB) |
| Mistrzostwa Świata 2019 | Anżelika Sidorowa (ANA)             | Sandi Morris (USA)                       | Katerina Stefanidi (GRE)                    |
| Mistrzostwa Świata 2022 | Katie Nageotte (USA)                | Sandi Morris (USA)                       | Nina Kennedy (AUS)                          |
| Mistrzostwa Świata 2023 | Nina Kennedy (AUS) Katie Moon (USA) | –                                        | Wilma Murto (FIN)                           |

## Medaliści mistrzostw Europy w lekkoatletyce w skoku o tyczce

### Mężczyźni
| Rok                     | Złoto                                 | Srebro                                               | Brąz                                                   |
| ----------------------- | ------------------------------------- | ---------------------------------------------------- | ------------------------------------------------------ |
| Mistrzostwa Europy 1934 | Gustav Wegner (DEU) 4,00 m            | Bo Ljungberg (SWE) 4,00 m                            | John Lindroth (FIN) 3,90 m                             |
| Mistrzostwa Europy 1938 | Karl Sutter (DEU) 4,05 m CR           | Bo Ljungberg (SWE) 4,00 m                            | Pierre Ramadier (FRA) 4,00 m                           |
| Mistrzostwa Europy 1946 | Allan Lindberg (SWE) 4,17 m CR        | Nikołaj Ozolin (ZSRR) 4,10 m                         | Jan Bém (CSK) 4,10 m                                   |
| Mistrzostwa Europy 1950 | Ragnar Lundberg (SWE) 4,30 m CR       | Valto Olenius (FIN) 4,25 m                           | Jukka Piironen (FIN) 4,25 m                            |
| Mistrzostwa Europy 1954 | Eeles Landström (FIN) 4,40 m CR       | Ragnar Lundberg (SWE) 4,40 m                         | Geoff Elliott (GBR) 4,30 m Jukka Piironen (FIN) 4,30 m |
| Mistrzostwa Europy 1958 | Eeles Landström (FIN) 4,50 m CR       | Manfred Preußger (NRD) 4,50 m                        | Władimir Bułatow (ZSRR) 4,50 m                         |
| Mistrzostwa Europy 1962 | Pentti Nikula (FIN) 4,80 m CR         | Rudolf Tomášek (CSK) 4,60 m                          | Kauko Nyström (FIN) 4,60 m                             |
| Mistrzostwa Europy 1966 | Wolfgang Nordwig (NRD) 5,10 m CR      | Christos Papanikolau (GRE) 5,05 m                    | Hervé d’Encausse (FRA) 5,00 m                          |
| Mistrzostwa Europy 1969 | Wolfgang Nordwig (NRD) 5,30 m CR      | Kjell Isaksson (SWE) 5,20 m                          | Aldo Righi (ITA) 5,10 m                                |
| Mistrzostwa Europy 1971 | Wolfgang Nordwig (NRD) 5,35 m CR      | Kjell Isaksson (SWE) 5,30 m                          | Renato Dionisi (ITA) 5,30 m                            |
| Mistrzostwa Europy 1974 | Władimir Kiszkun (ZSRR) 5,35 m        | Władysław Kozakiewicz (POL) 5,35 m                   | Jurij Isakow (ZSRR) 5,30 m                             |
| Mistrzostwa Europy 1978 | Władimir Trofimienko (ZSRR) 5,55 m CR | Antti Kalliomäki (FIN) 5,50 m                        | Rauli Pudas (FIN) 5,45 m                               |
| Mistrzostwa Europy 1982 | Aleksander Krupski (ZSRR) 5,60 m CR   | Władimir Polakow (ZSRR) 5,60 m                       | Atanas Tyrew (BUL) 5,60 m                              |
| Mistrzostwa Europy 1986 | Serhij Bubka (ZSRR) 5,85 m CR         | Wasyl Bubka (ZSRR) 5,75 m                            | Philippe Collet (FRA) 5,75 m                           |
| Mistrzostwa Europy 1990 | Rodion Gataullin (ZSRR) 5,85 m =CR    | Grigorij Jegorow (ZSRR) 5,75 m                       | Hermann Fehringer (AUT) 5,75 m                         |
| Mistrzostwa Europy 1994 | Rodion Gataullin (RUS) 6,00 m CR      | Igor Trandenkow (RUS) 5,90 m                         | Jean Galfione (FRA) 5,85 m                             |
| Mistrzostwa Europy 1998 | Maksim Tarasow (RUS) 5,81 m           | Tim Lobinger (GER) 5,81m                             | Jean Galfione (FRA) 5,76m                              |
| Mistrzostwa Europy 2002 | Aleksandr Awerbuch (ISR) 5,85 m       | Lars Börgeling (GER) 5,80 m                          | Tim Lobinger (GER) 5,80 m                              |
| Mistrzostwa Europy 2006 | Aleksandr Awerbuch (ISR) 5,70 m       | Tim Lobinger (GER) 5,65 m Romain Mesnil (FRA) 5,65 m |                                                        |
| Mistrzostwa Europy 2010 | Renaud Lavillenie (FRA) 5,85 m        | Maksym Mazuryk (UKR) 5,80 m                          | Przemysław Czerwiński (POL) 5,75 m                     |
| Mistrzostwa Europy 2012 | Renaud Lavillenie (FRA) 5,97 m        | Björn Otto (GER) 5,92 m                              | Raphael Holzdeppe (GER) 5,77 m                         |
| Mistrzostwa Europy 2014 | Renaud Lavillenie (FRA) 5,90 m        | Paweł Wojciechowski (POL) 5,70 m                     | Jan Kudlička (CZE) 5,70 m Kévin Menaldo (FRA) 5,70 m   |
| Mistrzostwa Europy 2016 | Robert Sobera (POL) 5,60 m            | Jan Kudlička (CZE) 5,60 m                            | Robert Renner (SŁO) 5,50 m                             |
| Mistrzostwa Europy 2018 | Armand Duplantis (SWE) 6,05 m         | Timur Morgunow (ANA) 6,00 m                          | Renaud Lavillenie (FRA) 5,95 m                         |
| Mistrzostwa Europy 2022 | Armand Duplantis (SWE) 6,06 m         | Bo Kanda Lita Baehre (GER) 5,85 m                    | Pål Haugen Lillefosse (NOR) 5,75 m                     |
| Mistrzostwa Europy 2024 | Armand Duplantis (SWE) 6,10 m         | Emanuil Karalis (GRE) 5,85 m                         | Ersu Şaşma (TUR) 5,82 m Oleg Zernikel (GER) 5,82 m     |

### Kobiety
| Rok                     | Złoto                             | Srebro                               | Brąz                              |
| ----------------------- | --------------------------------- | ------------------------------------ | --------------------------------- |
| Mistrzostwa Europy 1998 | Anżeła Bałachonowa (UKR) 4,31 m   | Nicole Rieger – Humbert (GER) 4,31 m | Yvonne Buschbaum (GER) 4,31 m     |
| Mistrzostwa Europy 2002 | Swietłana Fieofanowa (RUS) 4,60 m | Jelena Isinbajewa (RUS) 4,55 m       | Yvonne Buschbaum (GER) 4,50 m     |
| Mistrzostwa Europy 2006 | Jelena Isinbajewa (RUS) 4,80 m    | Monika Pyrek (POL) 4,65 m            | Tatjana Połnowa (RUS) 4,65 m      |
| Mistrzostwa Europy 2010 | Swietłana Fieofanowa (RUS) 4,75 m | Silke Spiegelburg (GER) 4,65 m       | Lisa Ryzih (GER) 4,65 m           |
| Mistrzostwa Europy 2012 | Jiřina Ptáčníková (CZE) 4,60 m    | Martina Strutz (GER) 4,60 m          | Nikoleta Kiriakopulu (GRE) 4,60 m |
| Mistrzostwa Europy 2014 | Anżelika Sidorowa (RUS) 4,65 m    | Katerina Stefanidi (GRE) 4,60 m      | Angielina Krasnowa (RUS) 4,60 m   |
| Mistrzostwa Europy 2016 | Katerina Stefanidi (GRE) 4,81 m   | Lisa Ryzih (GER) 4,70 m              | Angelica Bengtsson (SZW) 4,65 m   |
| Mistrzostwa Europy 2018 | Katerina Stefanidi (GRE) 4,85 m   | Nikoleta Kiriakopulu (GRE) 4,80 m    | Holly Bradshaw (GBR) 4,75 m       |
| Mistrzostwa Europy 2022 | Wilma Murto (FIN) 4,85 m          | Katerina Stefanidi (GRE) 4,75 m      | Tina Šutej (SVN) 4,75 m           |
| Mistrzostwa Europy 2024 | Angelica Moser (SUI) 4,78 m       | Katerina Stefanidi (GRE) 4,73 m      | Molly Caudery (GBR) 4,73 m        |

### Medalistki wielkich imprez[b]
| Zawodnik                   | Igrzyska Olimpijskie | Mistrzostwa świata | Halowe MŚ | Grand Prix Światowy Finał LA | Puchar świata Puchar kontynentalny |
| -------------------------- | -------------------- | ------------------ | --------- | ---------------------------- | ---------------------------------- |
| Jelena Isinbajewa          |                      |                    |           |                              |                                    |
| Swietłana Fieofanowa       |                      |                    |           |                              |                                    |
| Monika Pyrek               | -                    |                    |           |                              | -                                  |
| Stacy Dragila              |                      |                    |           |                              | -                                  |
| Anna Rogowska              |                      |                    |           |                              | -                                  |
| Fabiana Murer              | -                    | -                  |           |                              |                                    |
| Jennifer Suhr (Stuczynski) |                      | -                  |           |                              | -                                  |
| Tatjana Połnowa            | -                    | -                  | -         |                              | -                                  |
| Tatiana Grigorieva         |                      |                    | -         | -                            | -                                  |
| Vala Flosadóttir           |                      | -                  |           | -                            | -                                  |
| Pavla Hamáčková-Rybová     | -                    |                    |           | -                            | -                                  |
| Annika Becker              | -                    |                    | -         | -                            |                                    |
| Kellie Suttle              | -                    | -                  |           |                              | -                                  |
| Anżeła Bałachonowa         | -                    |                    | -         | -                            | -                                  |
| Kateřina Baďurová          | -                    |                    | -         | -                            | -                                  |
| Chelsea Johnson            | -                    |                    | -         | -                            | -                                  |
| Nastia Ryshich             | -                    | -                  |           | -                            | -                                  |
| Emma George                | -                    | -                  |           | -                            | -                                  |
| Cai Weiyan                 | -                    | -                  |           | -                            | -                                  |
| Nicole Humbert             | -                    | -                  |           | -                            | -                                  |
| Zsuzsanna Szabó            | -                    | -                  |           | -                            | -                                  |
| Silke Spiegelburg          | -                    | -                  | -         |                              | -                                  |
| Lisa Ryzih                 | -                    | -                  | -         | -                            |                                    |
| Gao Shuying                | -                    | -                  | -         | -                            |                                    |
| Dana Cervantes             | -                    | -                  | -         | -                            |                                    |

## Polscy medaliści wielkich imprez
| złote medale |
| ------------ |

- Zenon Ważny – Akademickie Mistrzostwa Świata, Paryż 1957
- Tadeusz Ślusarski – Halowe Mistrzostwa Europy, Göteborg 1974
- Tadeusz Ślusarski – Igrzyska Olimpijskie, Montreal 1976
- Władysław Kozakiewicz – Halowe Mistrzostwa Europy, San Sebastián 1977
- Władysław Kozakiewicz – Uniwersjada, Sofia 1977
- Tadeusz Ślusarski – Halowe Mistrzostwa Europy, Mediolan 1978
- Władysław Kozakiewicz – Halowe Mistrzostwa Europy, Wiedeń 1979
- Władysław Kozakiewicz – Uniwersjada, Meksyk 1979
- Władysław Kozakiewicz – Igrzyska Olimpijskie, Moskwa 1980
- Monika Pyrek – Młodzieżowe Mistrzostwa Europy w Lekkoatletyce, Amsterdam 2001
- Monika Pyrek – Igrzyska Frankofońskie, Ottawa 2001
- Adam Kolasa – Igrzyska Frankofońskie, Ottawa 2001
- Anna Rogowska – Mistrzostwa Świata, Berlin 2009
- Anna Rogowska – Halowe Mistrzostwa Europy, Paryż 2011
- Paweł Wojciechowski – Młodzieżowe Mistrzostwa Europy, Ostrawa 2011
- Paweł Wojciechowski – Mistrzostwa Świata, Teagu 2011
- Robert Sobera – Mistrzostwa Europy 2016, Amsterdam 2016
- Piotr Lisek – Halowe Mistrzostwa Europy, Belgrad 2017
- Paweł Wojciechowski – Halowe Mistrzostwa Europy, Glasgow 2019
- Michał Gawenda – Mistrzostwa Europy Juniorów Młodszych, Jerozolima 2022

| srebrne medale |
| -------------- |

- Antoni Rzepka – Letnie Mistrzostwa Świata Studentów 1924, Warszawa 1924
- Edward Adamczyk – Światowe Igrzyska Studentów UIE, Berlin 1951
- Edward Adamczyk – Światowe Igrzyska Studentów UIE, Budapeszt 1954
- Zenon Ważny – Światowe Igrzyska Studentów UIE, Warszawa 1955
- Włodzimierz Osiński, Światowe Igrzyska Studentów UIE, Helsinki 1962
- Eugeniusz Miklas – Europejskie Igrzyska Juniorów, Warszawa 1964
- Władysław Kozakiewicz – Mistrzostwa Europy, Rzym 1974
- Wojciech Buciarski – Halowe Mistrzostwa Europy, Katowice 1975
- Tadeusz Ślusarski – Uniwersjada, Sofia 1977
- Tadeusz Ślusarski – Igrzyska Olimpijskie, Moskwa 1980
- Marian Kolasa – Halowe Mistrzostwa Europy, Madryt 1986
- Monika Pyrek – Mistrzostwa Świata Juniorów, Annecy 1998
- Anna Rogowska – Halowe Mistrzostwa Europy, Madryt 2005
- Monika Pyrek – Mistrzostwa Świata, Helsinki 2005
- Anna Rogowska – Halowe Mistrzostwa Świata, Moskwa 2006
- Monika Pyrek – Mistrzostwa Europy, Göteborg 2006
- Paweł Wojciechowski – Mistrzostwa Świata Juniorów, Bydgoszcz 2008
- Monika Pyrek – Mistrzostwa Świata, Berlin 2009
- Anna Rogowska – Halowe Mistrzostwa Europy, Göteborg 2013
- Robert Sobera – Młodzieżowe Mistrzostwa Europy, Tampere 2013
- Paweł Wojciechowski – Mistrzostwa Europy 2014, Zurych 2014
- Piotr Lisek – Mistrzostwa Świata 2017, Londyn 2017
- Piotr Lisek - Halowe Mistrzostwa Europy, Glasgow 2019
- Piotr Lisek - Halowe Mistrzostwa Europy, Stambuł 2023

| brązowe medale |
| -------------- |

- Zenon Ważny – Światowe Igrzyska Studentów UIE, Berlin 1951
- Zenon Ważny – Światowe Igrzyska Studentów UIE, Budapeszt 1954
- Zygmunt Dobrosz – Europejskie Igrzyska Juniorów, Odessa 1966
- Paweł Iwiński – Europejskie Igrzyska Juniorów, Lipsk 1968
- Romuald Murawski – Mistrzostwa Europy Juniorów, Paryż 1970
- Władysław Kozakiewicz – Halowe Mistrzostwa Europy, Katowice 1975
- Mariusz Klimczyk – Halowe Mistrzostwa Europy, San Sebastián 1977
- Władysław Kozakiewicz – Halowe Mistrzostwa Europy, Mediolan 1982
- Ryszard Kolasa – Mistrzostwa Europy Juniorów, Schwechat 1983
- Marian Kolasa – Halowe Mistrzostwa Europy, Liévin 1987
- Mirosław Chmara – Halowe Mistrzostwa Europy, Haga 1989
- Anna Wielgus – Światowe Igrzyska Młodzieży, Moskwa 1998
- Anna Olko – Mistrzostwa Świata Juniorów Młodszych, Debreczyn 2001
- Monika Pyrek – Mistrzostwa Świata, Edmonton 2001
- Monika Pyrek – Halowe Mistrzostwa Europy, Wiedeń 2002
- Monika Pyrek – Halowe Mistrzostwa Świata, Birmingham 2003
- Anna Rogowska – Młodzieżowe Mistrzostwa Europy w Lekkoatletyce, Bydgoszcz 2003
- Anna Rogowska – Igrzyska Olimpijskie, Ateny 2004
- Monika Pyrek – Halowe Mistrzostwa Europy, Madryt 2005
- Anna Rogowska – Halowe Mistrzostwa Europy, Birmingham 2007
- Łukasz Michalski – Mistrzostwa Europy Juniorów, Hengelo 2007
- Monika Pyrek – Halowe Mistrzostwa Świata, Walencja 2008
- Anna Rogowska – Halowe Mistrzostwa Świata, Ad-Dauha 2010
- Przemysław Czerwiński – Mistrzostwa Europy, Barcelona 2010
- Piotr Lisek – Halowe Mistrzostwa Europy, Praga 2015
- Kamila Przybyła – Mistrzostwa Europy Juniorów, Eskilstuna 2015
- Piotr Lisek – Mistrzostwa Świata 2015, Pekin 2015
- Paweł Wojciechowski – Mistrzostwa Świata 2015, Pekin 2015
- Piotr Lisek – Halowe Mistrzostwa Świata, Portland 2016
- Paweł Wojciechowski – Halowe Mistrzostwa Europy, Belgrad 2017
- Piotr Lisek – Halowe Mistrzostwa Świata, Birmingham 2018
- Piotr Lisek – Mistrzostwa Świata 2019, Dosze 2019
- Piotr Lisek – Halowe Mistrzostwa Europy, Toruń 2021
- Michał Gawenda – Mistrzostwa Świata Juniorów, Cali 2022

## Polscy finaliści olimpijscy (1-8)

### mężczyźni
- 1. Tadeusz Ślusarski 5.50 1976
- 1. Władysław Kozakiewicz 5.78 1980
- 2. Tadeusz Ślusarski 5.65 1980
- 4. Piotr Lisek 5.75 2016
- 5. Wojciech Buciarski 5.45 1976
- 6. Zenon Ważny 4.25 1956
- 6. Mariusz Klimczyk 5.55 1980
- 6. Wilhelm Schneider 4.00 1936
- 6. Piotr Lisek 5.80 2020

### kobiety
- 3. Anna Rogowska 4.70 2004
- 4. Monika Pyrek 4.55 2004
- 5. Monika Pyrek 4.70 2008
- 7. Monika Pyrek 4.40 2000

## Polscy finaliści mistrzostw świata (1-8)

### mężczyźni
- 1. Paweł Wojciechowski 5.90 2011
- 2. Piotr Lisek 5.89 2017
- 3. Piotr Lisek 5.80 2015
- 3. Paweł Wojciechowski 5.80 2015
- 3. Piotr Lisek 5.87 2019
- 4. Tadeusz Ślusarski 5.55 1983
- 4. Marian Kolasa 5.80 1987
- 5. Paweł Wojciechowski 5.75 2017
- 8= Władysław Kozakiewicz 5.40 1983
- 8. Adam Kolasa 5.75 2001

### kobiety
- 1. Anna Rogowska 4.75 2009
- 2. Monika Pyrek 4.60 2005
- 2= Monika Pyrek 4.65 2009
- 3. Monika Pyrek 4.55 2001
- 4= Monika Pyrek 4.55 2003
- 4. Monika Pyrek 4.75 2007
- 6= Anna Rogowska 4.35 2005
- 7. Anna Rogowska 4.45 2003
- 8. Anna Rogowska 4.60 2007

## Polacy w dziesiątkach światowych tabel rocznych
| Mężczyźni | Kobiety |
| --- | --- |
| - 1955 – 10. Edward Adamczyk, 4.43 - 1958 – 10. Zenon Ważny, 4.53 - 1964 – 7. Włodzimierz Sokołowski, 5.02 - 1973 – 6-7. Władysław Kozakiewicz, 5.35 - 1973 – 8-12. Paweł Iwiński, 5.33 - 1974 – 3. Tadeusz Ślusarski, 5.42 - 1974 – 5-8. Wojciech Buciarski, 5.40 - 1974 – 9-12. Władysław Kozakiewicz, 5.38 - 1975 – 2. Władysław Kozakiewicz, 5.60 - 1975 – 6. Wojciech Buciarski, 5.50 - 1976 – 3-4. Władysław Kozakiewicz, 5.62 - 1976 – 3-4. Tadeusz Ślusarski, 5.62 - 1977 – 1. Władysław Kozakiewicz, 5.66 - 1977 – 6-7. Tadeusz Ślusarski, 5.55 - 1977 – 8-9. Mariusz Klimczyk, 5.53 - 1978 – 2. Władysław Kozakiewicz, 5.62 - 1978 – 4. Tadeusz Ślusarski, 5.60 - 1979 – 3-5. Władysław Kozakiewicz, 5.61 - 1980 – 1. Władysław Kozakiewicz, 5.78 - 1980 – 10-11. Tadeusz Ślusarski, 5.65 - 1983 – 10-15. Tadeusz Ślusarski, 5.70 - 1984 – 10-11. Władysław Kozakiewicz, 5.75 - 1985 – 6-10. Marian Kolasa, 5.80 - 1986 – 7. Marian Kolasa, 5.81h - 1987 – 8-10. Marian Kolasa, 5.80h - 1988 – 3. Mirosław Chmara, 5.90 - 1989 – 5. Mirosław Chmara, 5.85 - 2010 – 4-5. Przemysław Czerwiński, 5.82 - 2010 – 7-10. Łukasz Michalski, 5.80 - 2011 – 2. Paweł Wojciechowski, 5.91 - 2011 – 6. Łukasz Michalski, 5.85 | - 2001 – 3-4. Monika Pyrek, 4.61 - 2002 – 7. Monika Pyrek, 4.62 - 2003 – 7-9. Monika Pyrek, 4.60 - 2004 – 4. Monika Pyrek, 4.72 - 2004 – 5-6. Anna Rogowska, 4.71 - 2005 – 2. Anna Rogowska, 4.83 - 2005 – 3-4. Monika Pyrek, 4.70h - 2006 – 2. Anna Rogowska, 4.80h - 2006 – 3. Monika Pyrek, 4.76h - 2007 – 3-4. Monika Pyrek, 4.82 - 2007 – 6-8. Anna Rogowska, 4.72 - 2008 – 4-6. Monika Pyrek, 4.75 - 2009 – 4. Anna Rogowska, 4.80 - 2009 – 5. Monika Pyrek, 4.78 - 2010 – 4. Anna Rogowska, 4.81 - 2011 – 2-4. Anna Rogowska, 4.85 |

## Polacy w rankinguTrack and Field News
| Mężczyźni | Kobiety |
| --- | --- |
| - 1955: 10. Edward Adamczyk - 1956: 9. Zenon Ważny - 1958: 7. Zenon Ważny - 1973: 6. Władysław Kozakiewicz - 1974: 2. Tadeusz Ślusarski - 1974: 3. Władysław Kozakiewicz - 1974: 5. Wojciech Buciarski - 1975: 1. Władysław Kozakiewicz - 1975: 2. Wojciech Buciarski - 1976: 2. Tadeusz Ślusarski - 1976: 5. Wojciech Buciarski - 1976: 6. Władysław Kozakiewicz - 1977: 1. Władysław Kozakiewicz - 1977: 3. Tadeusz Ślusarski - 1977: 7. Mariusz Klimczyk - 1977: 8. Wojciech Buciarski - 1978: 4. Władysław Kozakiewicz - 1978: 8. Tadeusz Ślusarski - 1978: 10. Wojciech Buciarski - 1979: 1. Władysław Kozakiewicz - 1980: 1. Władysław Kozakiewicz - 1980: 5. Tadeusz Ślusarski - 1980: 7. Mariusz Klimczyk - 1981: 9. Władysław Kozakiewicz - 1981: 10. Mariusz Klimczyk - 1982: 9. Władysław Kozakiewicz - 1983: 6. Tadeusz Ślusarski - 1985: 6. Marian Kolasa - 1987: 7. Marian Kolasa - 1988: 8. Mirosław Chmara - 1989: 4. Mirosław Chmara - 2010: 6. Łukasz Michalski - 2010: 7. Przemysław Czerwiński - 2011: 2. Paweł Wojciechowski - 2011: 6. Łukasz Michalski - 2011: 8. Mateusz Didenkow - 2014: 8. Piotr Lisek - 2014: 9. Robert Sobera - 2014: 10. Paweł Wojciechowski - 2015: 3. Piotr Lisek - 2015: 6. Paweł Wojciechowski - 2016: 4. Piotr Lisek - 2016: 9. Robert Sobera - 2016: 10. Paweł Wojciechowski | - 2001: 3. Monika Pyrek - 2002: 3. Monika Pyrek - 2003: 6. Monika Pyrek - 2004: 4. Anna Rogowska - 2004: 6. Monika Pyrek - 2005: 2. Monika Pyrek - 2005: 3. Anna Rogowska - 2006: 2. Monika Pyrek - 2006: 3. Anna Rogowska - 2007: 3. Monika Pyrek - 2008: 4. Monika Pyrek - 2008: 8. Anna Rogowska - 2009: 2. Anna Rogowska - 2009: 3. Monika Pyrek - 2010: 4. Anna Rogowska - 2011: 8. Anna Rogowska |